# Georg Hackl
Georg Hackl (Berchtesgaden, 9 settembre 1966) è un ex slittinista tedesco.
È uno dei più grandi campioni della storia dello slittino, tre volte campione olimpico, tre volte mondiale e cinque volte europeo nonché vincitore di due trofei di Coppa del Mondo e di 34 prove di Coppa del Mondo nella disciplina del singolo.

## Biografia
Iniziò a praticare lo slittino a scuola, durante le lezioni di educazione fisica.
Vinse la sua prima medaglia a Calgary 1988, quando arrivò secondo dietro a Jens Müller (DDR), mentre arrivò quarto nel doppio. Poiché aveva difficoltà in partenza, venne costruita per lui una rampa dove allenarsi nell'impianto di Königssee.
Vinse poi tre medaglie d'oro consecutive a Albertville 1992, Lillehammer 1994 e Nagano 1998. Sia nel 1992 sia nel 1994 batté l'austriaco Markus Prock con un distacco minimo (corrispondente, la seconda volta, a soli 35 centimetri su 5,6 km complessivi di percorso). Nel 1998 segnò il miglior tempo in tutte e quattro le manches della gara, per la prima volta nella storia delle Olimpiadi. Nel 1998 le squadre degli Stati Uniti e del Canada protestarono perché gli scarponi aerodinamici speciali di Hackl (prodotti dalla casa tedesca Adidas) non erano stati resi disponibili a tutti gli atleti, ma il reclamo fu respinto dai giudici di gara.
Ai Giochi olimpici di Salt Lake City 2002 arrivò secondo dietro all'italiano Armin Zöggeler e conquistò così la sua quinta medaglia olimpica in cinque edizioni diverse, il primo atleta ad ottenere questo risultato in tutta la storia delle Olimpiadi estive e invernali. Partecipò anche ai Giochi olimpici di Torino 2006, terminando al 7º posto.
È uno dei soli sei atleti che hanno vinto 3 medaglie d'oro consecutive ai Giochi olimpici invernali, insieme con lo svedese Gillis Grafström (1920-28) e la norvegese Sonja Henie (1928-36) nel pattinaggio di figura, il tedesco dell'est Ulrich Wehling (1972-80) nella combinata nordica, la statunitense Bonnie Blair (1988-94) nel pattinaggio di velocità e il norvegese Bjørn Dæhlie (1992-98) nello sci di fondo.
Nella specialità singolo ha vinto inoltre i campionati mondiali nel 1989, 1990 e 1997, ed i campionati europei nel 1988 e 1990.
Nella specialita doppio detiene una medaglia d'argento mondiale conseguita nel 1987 a Igls e due secondi posti nella classifica generale di Coppa del mondo ottenuti nella stagioni 1986–87 e 1987–88 in coppia con Stefan Ilsanker.
Come riconoscimento di questa strepitosa carriera, nel gennaio 2013 è stato introdotto nella Hall of Fame della Federazione Internazionale di Slittino.
Attualmente è responsabile delle slitte degli assi tedeschi Felix Loch, Natalie Geisenberger e il duo Wendl/Arlt.

## Curiosità
- Ha vinto anche le gare singole di wok nei campionati mondiali del 2004 e del 2005.

- Nel 2002 si è candidato alle elezioni regionali bavaresi con la CSU, risultando il secondo tra gli eletti per numero di voti.

## Palmarès

### Olimpiadi
- 5 medaglie:
  - 3 ori (singolo a Albertville 1992, Lillehammer 1994 e Nagano 1998)
  - 2 argenti (singolo a Calgary 1988 e Salt Lake City 2002)

### Mondiali
- 22 medaglie:
  - 10 ori (singolo a Winterberg 1989; singolo a Calgary 1990; gara a squadre a Winterberg 1991; gara a squadre a Calgary 1993; gara a squadre a Lillehammer 1995; singolo a Igls 1997; gara a squadre a St. Moritz 2000; gara a squadre a Calgary 2001; gara a squadre a Sigulda 2003; gara a squadre a Park City 2005)
  - 10 argenti (doppio a Igls 1987; singolo a Winterberg 1991; singolo a Calgary 1993; singolo a Lillehammer 1995; singolo, gara a squadre ad Altenberg 1996; gara a squadre a Igls 1997); singolo a Calgary 2001; singolo a Nagano 2004; singolo a Park City 2005)
  - 2 bronzi (singolo a St. Moritz 2000; gara a squadre a Königssee 1999)

### Europei
- 11 medaglie:
  - 6 ori (singolo, gara a squadre a Königssee 1988; singolo a Igls 1990; singolo a Winterberg 1992; singolo a Winterberg 2000; singolo a Altenberg 2002)
  - 4 argenti (gara a squadre a Igls 1990; singolo a Königssee 1994; singolo, gara a squadre a Winterberg 2000)
  - 1 bronzo (singolo a Winterberg 1992)

### Coppa del Mondo
- Vincitore della Coppa del Mondo nella specialità del singolo nel 1988/89 e nel 1989/90.
- Miglior piazzamento in classifica generale nel doppio: 2° nel 1986/87 e 1987/88 in coppia con Stefan Ilsanker.
- 88 podi (71 nel singolo, 16 nel doppio, 1 nelle gare a squadre):
  - 38 vittorie (34 nel singolo, 3 nel doppio, 1 nelle gare a squadre);
  - 24 secondi posti (19 nel singolo, 5 nel doppio);
  - 26 terzi posti (18 nel singolo, 8 nel doppio).

#### Coppa del Mondo - vittorie
| Data             | Luogo        | Paese            | Disciplina                                                           |
| ---------------- | ------------ | ---------------- | -------------------------------------------------------------------- |
| 11 gennaio 1986  | Königssee    | Germania Ovest   | Doppio con Stefan Ilsanker                                           |
| 13 dicembre 1986 | Sarajevo     | Jugoslavia       | Doppio con Stefan Ilsanker                                           |
| 7 febbraio 1987  | Königssee    | Germania Ovest   | Doppio con Stefan Ilsanker                                           |
| 17 gennaio 1988  | Winterberg   | Germania Ovest   | Singolo                                                              |
| 8 gennaio 1989   | Oberhof      | Germania Est     | Singolo                                                              |
| 15 gennaio 1989  | Königssee    | Germania Ovest   | Singolo                                                              |
| 22 gennaio 1989  | Hammarstrand | Svezia           | Singolo                                                              |
| 20 febbraio 1989 | Calgary      | Canada           | Singolo                                                              |
| 17 dicembre 1989 | Igls         | Austria          | Singolo                                                              |
| 23 dicembre 1989 | Sigulda      | Unione Sovietica | Singolo                                                              |
| 21 gennaio 1990  | Sarajevo     | Jugoslavia       | Singolo                                                              |
| 28 gennaio 1990  | Königssee    | Germania Ovest   | Singolo                                                              |
| 11 febbraio 1990 | Winterberg   | Germania Ovest   | Singolo                                                              |
| 8 dicembre 1990  | Königssee    | Germania         | Singolo                                                              |
| 20 gennaio 1991  | Winterberg   | Germania         | Singolo                                                              |
| 9 febbraio 1991  | St. Moritz   | Svizzera         | Singolo                                                              |
| 24 novembre 1991 | Königssee    | Germania         | Singolo                                                              |
| 31 gennaio 1993  | Winterberg   | Germania         | Singolo                                                              |
| 28 febbraio 1993 | Lake Placid  | Stati Uniti      | Singolo                                                              |
| 29 gennaio 1995  | St. Moritz   | Svizzera         | Singolo                                                              |
| 2 febbraio 1997  | Winterberg   | Germania         | Singolo                                                              |
| 22 novembre 1998 | Igls         | Austria          | Singolo                                                              |
| 20 dicembre 1998 | Winterberg   | Germania         | Singolo                                                              |
| 14 febbraio 1999 | Nagano       | Giappone         | Singolo                                                              |
| 13 febbraio 2000 | Oberhof      | Germania         | Singolo                                                              |
| 18 febbraio 2001 | Lake Placid  | Stati Uniti      | Singolo                                                              |
| 10 novembre 2001 | Calgary      | Canada           | Singolo                                                              |
| 9 dicembre 2001  | Königssee    | Germania         | Singolo                                                              |
| 13 dicembre 2001 | Igls         | Austria          | Singolo                                                              |
| 27 gennaio 2002  | Winterberg   | Germania         | Singolo                                                              |
| 24 novembre 2002 | Park City    | Stati Uniti      | Singolo                                                              |
| 19 gennaio 2003  | Lillehammer  | Norvegia         | Singolo                                                              |
| 26 gennaio 2003  | Igls         | Austria          | Singolo                                                              |
| 9 febbraio 2003  | Winterberg   | Germania         | Singolo                                                              |
| 18 gennaio 2004  | Winterberg   | Germania         | Singolo                                                              |
| 25 gennaio 2004  | Igls         | Austria          | Singolo                                                              |
| 16 gennaio 2005  | Igls         | Austria          | Singolo                                                              |
| 7 gennaio 2006   | Königssee    | Germania         | Gara a squadre con Silke Kraushaar, Patric Leitner e Alexander Resch |